# Административное деление Швеции
Административное деление Швеции (швед. Sveriges administrativa indelning) включает несколько уровней административного управления.
Административно-территориальными единицами первого уровня в Швеции являются 21 лен, примерно каждому из которых (исключением является только лен Готланд) соответствуют регионы (швед. Region) (до 2019 года — ландстинги (landsting), до 1970-х гг. — ландстинговые общины (landstingskommun)). На втором уровне административного деления находятся 290 коммун (общин, муниципалитетов).

## Лены

Границы ленов Швеции

Разделение страны на лены было введено в 1634 по инициативе графа Акселя Оксеншерны с целью модернизации системы управления. Деление на лены заменило собой разделение на провинции. Со временем границы и количество ленов претерпели изменения, в частности, в результате передачи России в 1809 году по результатам Фридрихсгамского мирного договора территории нынешней Финляндии, однако сама модель сохранилась.
Каждым округом руководит ландсгевдинг (швед. Landshövding), который возглавляет губернское правление. С 1 июня 1998 года полиция Швеции реорганизовала свою региональную структуру так, чтобы она соответствовала делению на лены.

## Регионы
Представительным органом региона является собрание региональных поверенных (швед. regionfullmäktige) (до 2019 года — собрание ландстинговых поверенных (landstingsfullmäktige), до 1970-х гг. — ландстинги (landsting)), исполнительным органом — региональное правление (швед. regionstyrelse) (до 2019 года — ландстинговое правление (landstingsstyrelse), до 1970-х гг. её функции выполнял административный комитет ландстинга), состоящее из регионродов (швед. regionråd) (до 2019 года — ландстингродов (landstingsråd)), избираемых собранием региональных поверенных.

## Коммуны

Границы коммун Швеции.

Лены состоят из коммун. Разделение на коммуны было введено 1 января 1971 года, и тогда их было 464. Позже границы коммун претерпели изменения, и на данный момент в Швеции насчитывается 290 коммун. Представительный орган коммуны — собрание коммунальных поверенных (kommunfullmäktige) избирается раз в четыре года всеобщим голосованием в то же время, когда проходят выборы в риксдаг, исполнительный орган коммуны — коммунальное правление (sv:kommunstyrelse), состоящие из коммунродов (sv:kommunråd), избираемое собранием коммунальных поверенных. В ведении коммуны находятся вопросы здравоохранения, дорожного движения, жилищных и коммунальных услуг.

## Юридические округа
Шведская судебная система состоит из трех ветвей: суды общей юрисдикции, административные суды и суды специальной юрисдикции.

### Суды общей юрисдикции
В ведении судов общей юрисдикции находятся исковое производство, производство по уголовным делам и другие вопросы. Суды общей юрисдикции состоят из трех уровней. Для целей судебной системы шведские коммуны объединены в 50 судебных округов, каждый из которых находится в юрисдикции окружного суда. Вынесенные районным судом решения могут быть обжалованы в одном из 6 апелляционных судов. Высшей инстанцией судов общей юрисдикции является Верховный суд Швеции.

### Административные суды
В ведении административных судов находятся налоговые споры, вопросы, связанные с положением иностранцев, вопросы о предоставлении гражданства, споры с органами местного самоуправления и органами по социальному обеспечению. Низшей инстанцией административного судопроизводства являются суды ленов, количество которых соответствует количеству ленов. Решение судов ленов могут быть обжалованы в одном из 4 апелляционных административных судов. Высшей инстанцией для административных судов является Высший административный суд.

### Суды специальной юрисдикции
К судам специальной юрисдикции относятся Суд по трудовым спорам, Суд по защите конкуренции и Суд по патентным спорам.

## История

### Провинции
Швеция делилась на провинции до реформы 1634 года, заменившей старое деление на новую систему ленов. Современные границы ленов часто не совпадают с границами провинций. Часть провинций целиком или частично находятся на территории других государств (Финляндия, Россия). Однако провинции на территории современной Швеции продолжают использоваться в обиходе. Провинции объединяются в 3 региона — Гёталанд, Свеаланд и Норрланд. Часть последнего находится на территории Финляндии, поэтому часто под Норрландом имеется в виду только его современная шведская часть. Ранее существовал регион Эстерланд, территория которого полностью находится за пределами современной Швеции.